# パピヨン〜papillon〜
『パピヨン 〜papillon〜』は、島谷ひとみの3枚目のシングル。2001年2月7日発売。発売元はavex trax。

## 解説
- ジャネット・ジャクソン「ダズント・リアリー・マター」のカバーで、日本語詞は原曲と異なりアジアを主題にしている。2001年6月に発売された1枚目のアルバム『PAPILLON』の表題曲ともなっている。
- 楽曲完成後、ジャネット側より「歌詞が原曲のイメージと違うのでCDの発売を中止して欲しい」との申し出があった。しかしながら、ジャネット本人が実際にこの曲を聴いたところ、「全体を通してアジアの雰囲気にアレンジされていて、私の曲に新たな一面が見えた。シンガーの表現も素晴らしい」とこのカバー曲におおむね良好な姿勢を見せ、CDの発売を容認し、事無きを得た[1]。
- 1stアルバム『PAPILLON』の初回限定盤に「eastern butterfly」、10thシングル「赤い砂漠の伝説」に「ヴォイス・ハーモニー・ヴァージョン」が収録されている。
- 次作「市場に行こう」とともに後にアナログカットされた（#パピヨン 〜papillon〜／市場に行こうの項を参照）。
- 日本テレビ系音楽番組『FUN』のタイアップが付いた楽曲が収録されたコンピレーション・アルバム『FUN FUN'S RECOMMEND 〜MUSIC & VISUAL Selection〜』の同梱DVDにはこの作品でしか見られない、ビデオ・クリップのFUNオリジナルバージョンが収録されている。

## 収録曲
1. パピヨン 〜papillon〜
作詞・作曲：Janet Jackson, James Harris III, Terry Lewis / 日本語詞：康珍化 / 編曲：大槻"KALTA"英宣、上野圭市
日本テレビ系『FUN』FUN'S RECOMMEND #015
2. Boys don't cry
作詞：野宮ユリエ / 作曲：長岡成貢 / 編曲：明石昌夫
3. パピヨン 〜papillon〜 (Instrumental)
4. Boys don't cry (Instrumental)

## パピヨン 〜papillon〜／市場に行こう
『パピヨン 〜papillon〜／市場に行こう』（パピヨン／いちばにいこう）は、島谷ひとみの1枚目のアナログ・シングル（LP）。2001年6月27日発売。発売元はRhythm REPUBLIC。

### 収録曲
side A 
1. パピヨン 〜papillon〜
作詞・作曲：Janet Jackson, James Harris III, Terry Lewis / 日本語詞：康珍化 / 編曲：大槻"KALTA"英宣、上野圭市
2. パピヨン 〜papillon〜 (eastern butterfly version)
作詞・作曲：Janet Jackson, James Harris III, Terry Lewis / 日本語詞：康珍化 / 編曲：大槻"KALTA"英宣、上野圭市

side AA 
1. 市場に行こう
作詞：康珍化 / 作曲・編曲：迫茂樹